# Каранци
Каранци (болг. Каранци) — село в Болгарии. Находится в Великотырновской области, входит в общину Полски-Трымбеш. Население составляет 254 человека (2022).

## Политическая ситуация
В местном кметстве Каранци, в состав которого входит Каранци, должность кмета (старосты) до 2011 года исполняла Веселина Кынева Генова (Болгарская социалистическая партия (БСП)) по результатам выборов правления кметства 2007 года.
Кмет (мэр) общины Полски-Трымбеш — Георги Александров Чакыров (независимый) по результатам выборов в правление общины.

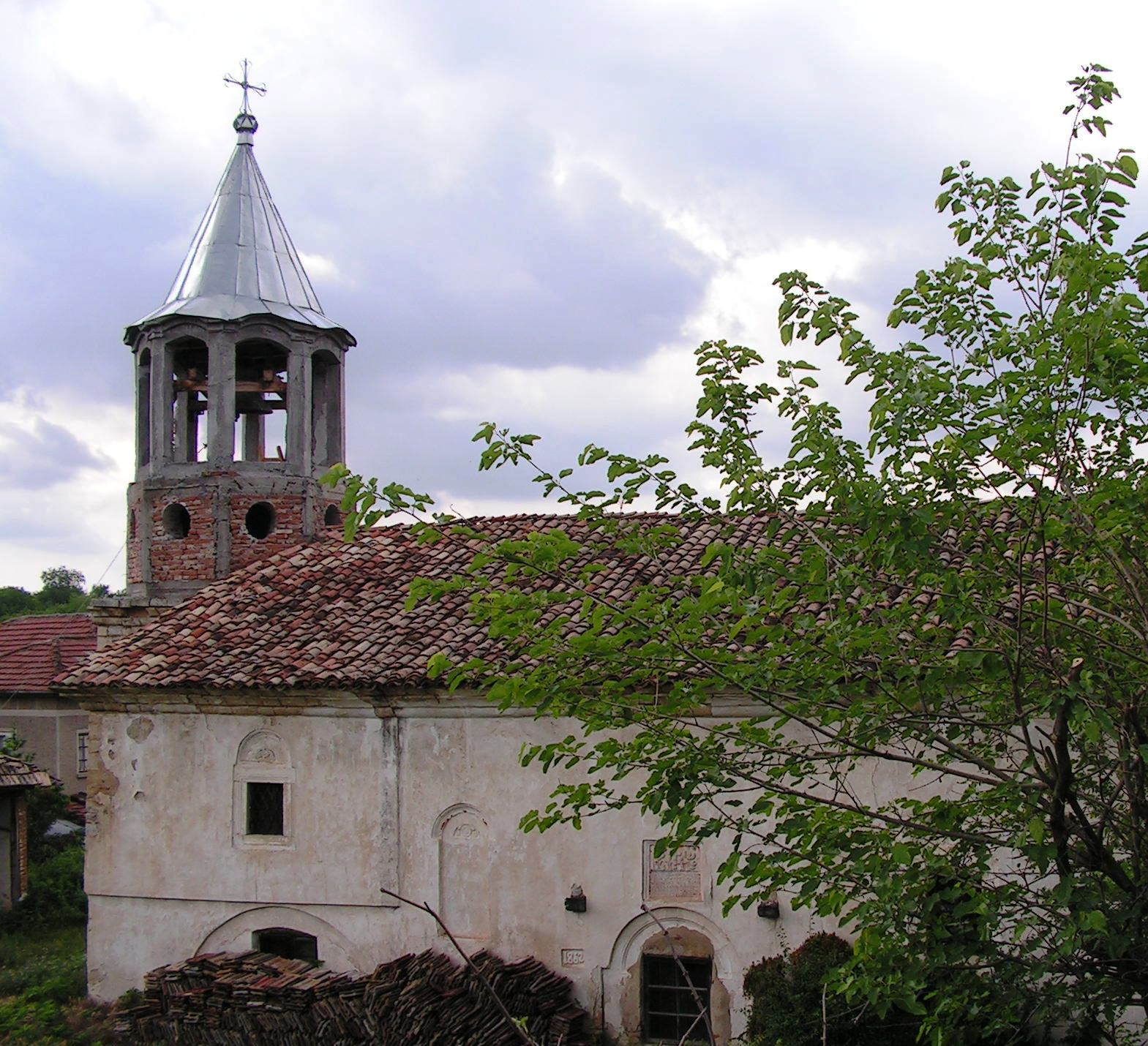
Церковь в селе